# Union Mundial pro Interlingua
Az Union Mundial pro Interlingua (magyarul Interlingva Világegyesület), rövidítve UMI , egy nemzetközi nonprofit szervezet, melyet az interlingva támogatására és terjesztésére hoztak létre 1955. július 28-án, a franciaországi Tours-ban, az első nemzetközi interlingva kongresszuson. Jelenlegi székhelye a hollandiai Bilthovenben van.
Az UMI együttműködik a nemzeti interlingva szervezetekkel, könyveket, szótárakat és nyelvtankönyveket ad ki és terjeszt.
A Végrehajtó Tanács (Consilio Executive) végzi az UMI napi feladatait és jelenleg a következő tagokból áll:
- Elnök: Sven Frank, Németország
- Főtitkár: Carlos Soreto, Portugália
- Titkárhelyettes: Martijn Dekker, Hollandia
- Kincstárnok: Alberto Mardegan, Olaszország

Az Általános Tanács (Consilio General) alkotja az UMI szabályait. Tizenöt főből áll, akik szerte a világban élnek. Haláláig Jeszenszky Ferenc volt az UMI Nyelvi Bizottságának koordinátora.
2006. augusztus 6-án Franciaországban az UMI-t jogilag nemzetközi szervezetként bejegyezték. Ez a regisztráció lehetővé teszi, hogy az UMI a jövőben mint jogi státussal rendelkező szervezet részt vehessen különböző nemzetközi együttműködésekben, saját nevében eljárjon, stb. A bejegyzésben a francia Union Interlinguiste de France volt az UMI segítségére.

## Külső hivatkozások
- Union Mundial pro Interlingua
- Union Interlinguiste de France